# Panicum millegrana
Panicum millegrana är en gräsart som beskrevs av Jean Louis Marie Poiret. Panicum millegrana ingår i släktet vipphirser, och familjen gräs. Inga underarter finns listade i Catalogue of Life.